# Apocalipticism

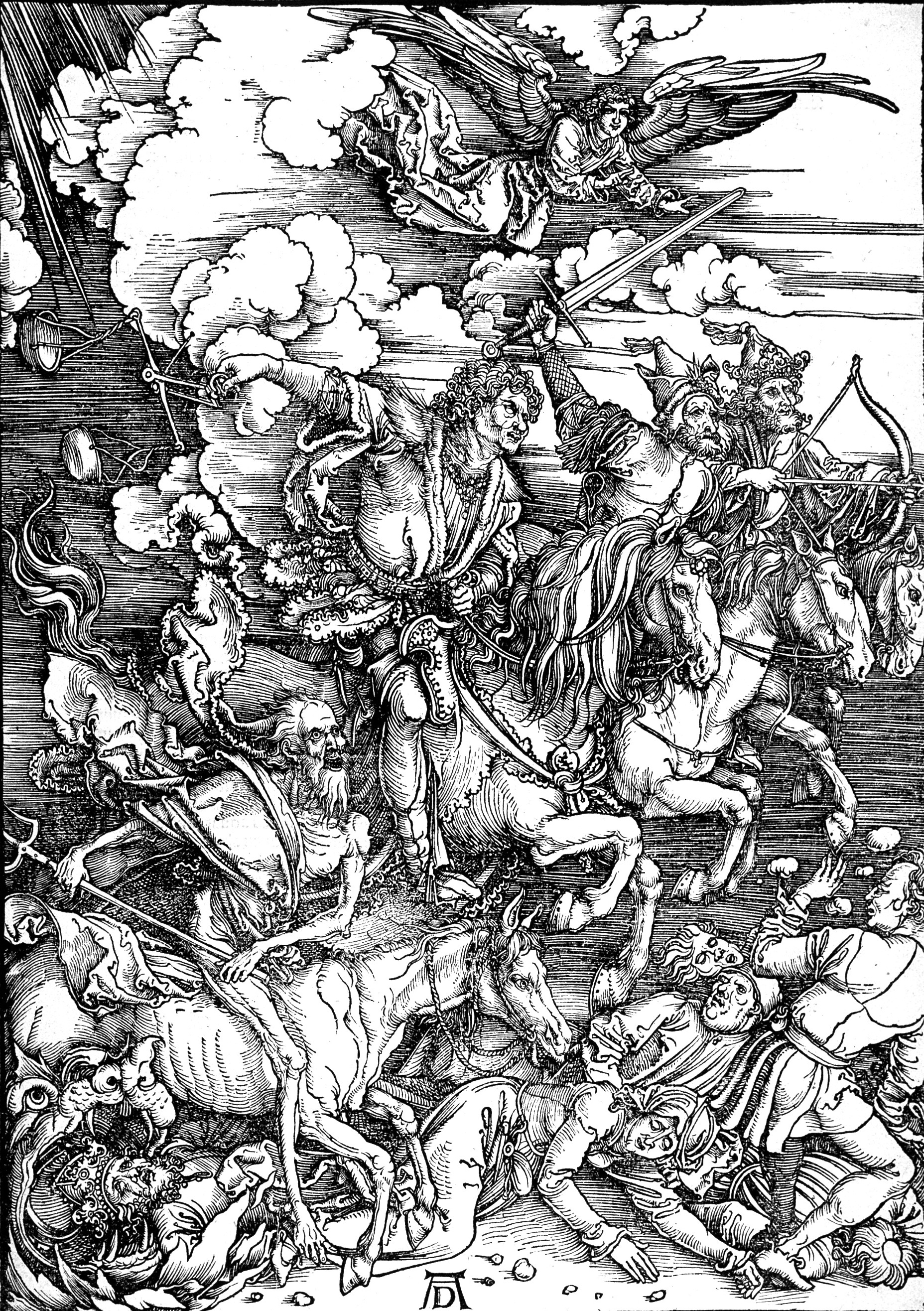
Cei patru călăreți ai Apocalipsei de Albrecht Dürer.

Apocalipticismul este o credință religioasă conform căreia va urma o apocalipsă, un termen care inițial s-a referit la o revelație a voinței lui Dumnezeu, dar acum, de obicei, se referă la convingerea că lumea va avea un sfârșit foarte curând, chiar în timpul vieții cuiva. Această credință este, de obicei însoțită de ideea că civilizația, așa cum o știm, se va sfârși în curând ca urmare a unui eveniment global catastrofic, cum ar fi un război nuclear.
Apocalipticismul, viziunile și mișcările escatologice (de sfârșit) se concentrează pe revelațiile criptice despre o intervenție bruscă, dramatică și cataclismică a lui Dumnezeu în istorie, judecata tuturor oamenilor, mântuirea aleșilor credincioși și eventuala conducere a celor aleși, alături de Dumnezeu, într-un cer și pământ reînnoit. Apocalipticismul inițial din zoroastrism a fost dezvoltat mai mult în speculațiile escatologice iudaice, creștine și islamice.
Apocalipticismul este adesea legat de credința în cunoașterea ezoterică care va fi probabil dezvăluită într-o confruntare majoră între forțele binelui și a răului, confruntare destinată să schimbe cursul istoriei. Apocalipsele pot fi considerate bune, rele, ambigue sau neutre, în funcție de religia sau sistemul de credințe care le promovează. Cu toate acestea, apocalipticismul nu este exclusiv o idee religioasă și există perioade de sfârșit sau scenarii tranzitorii bazate pe știința și tehnologia modernă (cum ar fi Big Crunch în cosmologie sau singularitatea tehnologică în futurologie).